# Micropeza luteiventris
Micropeza luteiventris är en tvåvingeart som först beskrevs av Leander Czerny 1932.  Micropeza luteiventris ingår i släktet Micropeza och familjen skridflugor. Inga underarter finns listade i Catalogue of Life.